# Astragalus conjunctus
Astragalus conjunctus är en ärtväxtart som beskrevs av Sereno Watson. Astragalus conjunctus ingår i släktet vedlar, och familjen ärtväxter. Inga underarter finns listade i Catalogue of Life.